# 馬力容積比
馬力容積比是指引擎每單位的引擎容積所輸出的馬力，常用於汽車引擎，通常為每公升引擎容積能輸出的馬力匹數，單位為hp/L、bhp/L或PS/L等。
跑車或摩托車的引擎以每公升輸出高於100匹馬力為佳。
另外，跑車類的摩托車一般數字較高，以鈴木GSX-R1000 K5為例，引擎容積998.6c.c.，最大馬力178匹，即每公升輸出達187.26匹。而轉子引擎的馬力容積比則更高，例如馬自達RX-7之引擎容積只有1,308c.c.，但其馬力輸出卻有280匹，即每公升輸出達214.07匹。

## 關連條目
- 引擎